# 趙純仁
趙純仁，字善長，河南长垣县人，清朝官员。同進士出身。

## 生平
雍正元年癸卯恩科（1723年）舉人，雍正五年（1727年）丁未科三甲進士。曾任河南上蔡縣知縣。